# Kanton Le Malzieu-Ville

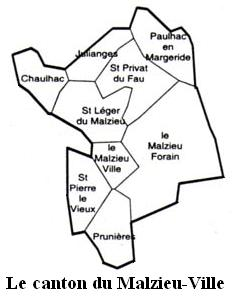
Die Gemeinden im Kanton

Der Kanton Le Malzieu-Ville war bis 2015 ein französischer Wahlkreis im Arrondissement Mende, im Département Lozère und in der ehemaligen Region Languedoc-Roussillon; sein Hauptort war Le Malzieu-Ville.
Der Kanton Le Malzieu-Ville war 160,85 km² groß und hatte 2400 Einwohner (Stand 2012).
Der Kanton umfasste Wahlberechtigte aus folgenden neun Gemeinden:
| Gemeinde               | Einwohner Jahr | Fläche km² | Bevölkerungsdichte | Code INSEE | Postleitzahl |
| ---------------------- | -------------- | ---------- | ------------------ | ---------- | ------------ |
| Chaulhac               | 81 (2013)      | –          | – Einw./km²        | 48046      | 48140        |
| Julianges              | 64 (2013)      | –          | – Einw./km²        | 48077      | 48140        |
| Le Malzieu-Forain      | 458 (2013)     | –          | – Einw./km²        | 48089      | 48140        |
| Le Malzieu-Ville       | 749 (2013)     | –          | – Einw./km²        | 48090      | 48140        |
| Paulhac-en-Margeride   | 100 (2013)     | –          | – Einw./km²        | 48110      | 48140        |
| Prunières              | 261 (2013)     | –          | – Einw./km²        | 48121      | 48200        |
| Saint-Léger-du-Malzieu | 204 (2013)     | –          | – Einw./km²        | 48169      | 48140        |
| Saint-Pierre-le-Vieux  | 304 (2013)     | –          | – Einw./km²        | 48177      | 48200        |
| Saint-Privat-du-Fau    | 140 (2013)     | –          | – Einw./km²        | 48179      | 48140        |